# Klup
En klup er en slags stor skydelære eller tang, som i skovbruget benyttes til at måle tykkelsen på tømmer, så man inden fældning kan vurdere, hvor meget man har.
Den almindeligste type (som har flere undertyper med forskellige skalaer) har form som et stort F, men arvidsjaurkluppen (efter byen Arvidsjaur) er enhåndsbetjent og nærmest formet som et lille y.
I Flesbergs kommunevåben ses to klupper (To sølv tømmerklaver, rygg mot rygg, mot grønn bakgrunn).
- To klupper. Den ene er beskadiget.
- Arvidsjaurklup.
- Flesbergs kommunevåben.